# Makoto Ueda (critique littéraire)
Pour les articles homonymes, voir Makoto Ueda.
Makoto Ueda (上田 真 Ueda Makoto, né en 1931 et mort le 19 août 2020), professeur émérite de littérature japonaise à l'université Stanford, est l'auteur de nombreux ouvrages sur la littérature japonaise, et en particulier sur la poésie japonaise. Il obtient son Ph.D. en littérature comparée en 1961.